# Station Frizinghall
Frizinghall is een spoorwegstation van National Rail in Frizinghall, Bradford in Engeland. Het station is eigendom van Network Rail en wordt beheerd door Northern Rail. Het station is geopend in 1875.